# Chaetostigmoptera manca
Chaetostigmoptera manca là một loài ruồi trong họ Tachinidae.